# Vilson Grejtbač
Vilson Grejtbač (6. septembar 1919 – 27. septembar 2011) bio je američki inženjer i pionirski izumitelj. On je imao više od 325 patenata, bio je član Nacionalne dvorane slavnih izumitelja, i dobitnik je nagrade Lemelson-MIT i Nacionalne medalje za tehnologiju i inovacije (1990).

## Rane godine
Grejtbač je rođen u Bufalu u Njujorku i pohađao je javnu srednju školu u Vest Seneki. On je upisao vojnu školu i služio tokom Drugog svetskog rata, pastajući avijacioni šef radioslužbe pre nego što je primio vojni otpust 1945. godine. On je studirao na Kornel univerzitetu u okviru GI programa, diplomirajući elektrotehniku 1950. godine; on je magistrirao na Univerzitetu Bufalo 1957. godine. Vilson je voleo da izučava razne objekte i to je dovodilo od drugih velikih ostvarenja.

## Čardak-Grejtbač pejsmejker
Čardak-Grejtbač pejsmejker je koristio Malorijeve ćelije od živa oksid-zinka (živine baterije) kao svoj izvor energije, pokrećuči dva tranzistora, transformator spregnut s blokirajućim oscilatorskim kolom, što je sve bilo inkapsulirano u epoksi rezin, i zatim spregnuto sa elektrodama smeštenim u srčani mišić pacijentovog srca. Ovaj patentirani izum doveo je do toga da je Medtronik kompanija iz Mineapolisa otpočela proizvodnju i dalji razvoj veštačkih srčanih pejsmejkera.

## Grejtbačova litijum-jodidna baterijska ćelija
Godine 1968, Katalist istraživačka korporacija iz Baltimora u Merilendu razvila je i patentirala litijumsku baterijsku ćeliju. Ćelija je koristila dva elementa u blizini krajeva elektrohemijske skale, uzrokujući visok napon od 2,8V i gustinu energije u blizini fizičkog maksimuma. Nažalost, ona je imala unutrašnju impedansu, što je ograničavalo njeno strujno opterećenje na ispod 0,1 mA i stoga je smatrana beskorisnom.
Grejtbač je nastojao da uvede ovaj izum u industriju pejsmejkera, koja bi s lakoćom mogla da koristi bateriju visoke impedanse. Rani radovi su sprovedeni u iznajmljenom prostoru nekadašnje fabrike muzičkih instrumenata organa Vurlicer u Severnoj Tonavondi u Njujorku. Ralf Mid je predvodio rani elektrohemijski razvoj.
Grejtbač je razvojnim organizacijama pejsmejkera predstavio WG1 ćeliju 1971. godine, ali je dočekan sa ograničenim entuzijazmom. Dana 9. jula 1974, Manuel A. Vilafana i Antoni Aduči, osnivači Kardijak pejsmejkers ink. (Guidant) u Sent Polu u Minesoti, proizveli su prvi svetski pejsmejker sa litijumskom anodom i litijum-jodid elektrolitnom čvrstom baterijom. Litijum-jodidna ćelija koju je proizvodio Grejtbač je postala standardna ćelija za pejsmejkere, sa potrebnom gustinom energije, niskim samopražnjenjem, malom veličinom i pouzdanošću.
U ćeliji koja je razvijena za primenu u srčanom pejsmejkeru, anoda je litijumska, a katoda je od prilagođene kompozicije joda i poli-2-vinil piridina, od kojih nijedan nije električno provodljiv. Međutim, nakon obrade mešanjem i zagrevanjem do ~ 150 ° tokom 72 sata, komponente reaguju jedna sa drugom kako bi formirale električno provodljivu viskoznu tečnost koja se, dok je još rastopljena, izliva u ćeliju gde se hladi, čime se stvara čvrsta supstanca. Kad tečnost dodiruje litijumsku anodu, stvara se monomolekularni sloj poluvodičavog kristalnog litijum-jodida. Kako se ćelija prazni strujnim opterećenjem pejsmejkera, reakcija između litijumske anode i jodne katode formira rastuću barijeru litijum-jodida, što je čini otpornom, i uzrokuje da se terminalni napon ćelije smanjuje približno kao inverzna funkcija zapremine barijere. Dizajneri pejsmejkera koriste ovu karakteristiku da omoguće otkrivanje početnog 'kraja života' litijumske ćelije pejsmejkera.

## Filantropija
Grejtbač je donirao sredstva za Hoton koledž u Njujorku za stvaranje diplomskog muzičkog programa. Centar za umetnost Hoton koledža je dizajniran uz njegove donacije, tako da uključuje koncertnu dvoranu, umetničku galeriju, prostor za okupljanje na više spratova i razne sale za horove i instrumentalne vežbe. Kasnije je nazvan po njemu Grejtbačova muzička škola. Hoton koledž je pomagao Grejtbaču u njegovom istraživanju, kada nije bio u stanju da dobije podršku, pružajući mu laboratorijski prostor i pomoć u istraživanju.
Godine 2009, Vilson i Elenor Grejtbač su donirali oko 10 miliona dolara za stvaranje modernog staklenog recepcionog i interpretativnog paviljona, nazvanog Elenor i Vilson Grejtbač paviljon, koji je odvojen od kompleksa kuće Darvina D. Martina. Paviljon je dizajnirao Tošiko Mori, predsedavajući odeljenja za arhitekturu na Harvardskoj diplomskoj školi dizajna.

## Smrt
Vilson Grejtbač je preminuo u svojoj 92. godini, dana 27. septembra 2011. Grejtbač je služio kao starešina u Klerensovoj prezviterijanskoj crkvi, gde je isto tako pevao u crkvenom horu i predavao u nedeljnoj školi.

## Literatura
- Biography of Greatbatch at MIT website
- Adam, John (5. 2. 1999). „Making Hearts Beat”. Innovative Lives - The Smithsonian's Lemelson Center for the Study of Invention and Innovation. Smithsonian Institution. Архивирано из оригинала 21. 4. 2008. г. Приступљено 19. 4. 2008.
- „Wilson Greatbatch Makes Hearts Beat”. Prototype Online: Inventive Voices podcast - The Smithsonian's Lemelson Center for the Study of Invention and Innovation. Smithsonian Institution. 8. 10. 1996.
- Greatbatch.com Company Website
- Beck H, Boden WE, Patibandla S, Kireyev D, Gutpa V, Campagna F, Cain ME, Marine JE.„50th Anniversary of the first successful permanent pacemaker implantation in the United States: historical review and future directions.”. Am J Cardiol. 106 (6): 810—8. септембар 2010. PMID 21391322..
- Greatbatch W, Holmes CF, Takeuchi ES, Ebel SJ (novembar 1996). „Lithium/carbon monofluoride (Li/CFx): a new pacemaker battery”. Pacing Clin Electrophysiol. 19 (11 Pt 2): 1836—40. PMID 8945052. doi:10.1111/j.1540-8159.1996.tb03236.x.
- Mallela, V. S.; Ilankumaran, V.; Rao, N. S. (2004). „Trends in cardiac pacemaker batteries”. Indian Pacing and Electrophysiology Journal. 4 (4): 201—212. PMC 1502062 . PMID 16943934.
- McDonald, R. C.; Harris, P.; Hossain, S.; Goebel, F. (1992). „Analysis of secondary lithium cells with sulfur dioxide based electrolytes”. IEEE 35th International Power Sources Symposium. стр. 246. ISBN 978-0-7803-0552-6. doi:10.1109/IPSS.1992.282033.
- US patent 4891281, Kuo, Han C. & Foster, Donald L., "Electrochemical cells having low vapor pressure complexed SO2 electrolytes", issued 01-02-1990,  assigned to Duracell Inc.
- Eftekhari, Ali (2017). „The rise of lithium–selenium batteries”. Sustainable Energy & Fuels. 1: 14—29. doi:10.1039/C6SE00094K.
- Christensen, J.; Albertus, P.; Sanchez-Carrera, R. S.; Lohmann, T.; Kozinsky, B.; Liedtke, R.; Ahmed, J.; Kojic, A. (2012). „A Critical Review of Li∕Air Batteries”. Journal of the Electrochemical Society. 159 (2): R1. doi:10.1149/2.086202jes.
- Abraham, K. M. (1996). „A Polymer Electrolyte-Based Rechargeable Lithium/Oxygen Battery”. Journal of the Electrochemical Society. 143 (1): 1—5. Bibcode:1996JElS..143....1A. ISSN 0013-4651. doi:10.1149/1.1836378.

## Spoljašnje veze
- US patent 3057356, Wilson Greatbatch, "Medical cardiac pacemaker", published 9. 10. 1962
- Vilson Grejtbač на сајту Find a Grave (језик: енглески)
- Duracell (1. 7. 2015). „Duracell Primary Lithium Coin Cell Article Information Sheet” (PDF). Архивирано из оригинала (PDF) 03. 01. 2018. г. Приступљено 2. 1. 2018.
- Energizer (1. 1. 2017). „Energizer Product Safety Data Sheet, Coin/Button Lithium Manganese Dioxide Batteries” (PDF). Архивирано из оригинала (PDF) 08. 09. 2017. г. Приступљено 2. 1. 2018.
- DongGuan TianQiu Enterprise Co., Ltd (1. 1. 2016). „Material Safety Data Sheet, Li-Mn Button Cell CR2025” (PDF). Архивирано из оригинала (PDF) 3. 1. 2018. г. Приступљено 2. 1. 2018.
- Pilarzyk, Jim. „White Paper - Lithium Carbon Monofluoride Coin Cells in Real-Time Clock and Memory Backup Applications”. rayovac.com. Rayovac Corporation. Архивирано из оригинала 12. 12. 2007. г.